# Carnatic (Schiff)
Die Carnatic war ein Dampfschiff, welches 1862 in London gebaut wurde.
Die Carnatic fuhr die Strecke Sues–Bombay als Passagier- und Postdampfer. Zu dieser Zeit war der heutige Sueskanal noch nicht fertiggestellt.
Am 12. September 1869 lief das Schiff in der Nähe der Insel Shadwan im Roten Meer auf das Korallenriff Schiʿb Abu Nuhas. Die Beschädigungen am Schiff wurden zunächst unterschätzt, weshalb man sich entschied, bis zur Rettung durch vorbeifahrende Schiffe in dem teilweise auf dem Riff liegenden Dampfer auszuharren. Erst als die Carnatic am nächsten Morgen zunehmend mit Wasser volllief und das Licht ausfiel, begann die Besatzung die Evakuierung des Schiffs mit Hilfe von Rettungsbooten. Kurz nachdem die ersten Boote zu Wasser gelassen worden waren, brach die Carnatic in zwei Teile. 31 Menschen ertranken. Die Überlebenden retteten sich auf die kleine felsige Insel Shadwan, wo sie am nächsten Tag von dem vorbeifahrenden Passagierschiff Sumatra gerettet wurden.

## Ladung
An Bord der Carnatic befanden sich neben Baumwolle und Kupferblechplatten auch 40.000 Pfund Sterling in Gold (das entspricht etwa 1.000.000 Pfund Sterling in unserer heutigen Zeit), sodass zwei Wochen später eine Bergungsoperation stattfand. Es wurde offiziell berichtet, dass das Gold vollständig geborgen worden sei. Die sich bis heute haltenden Gerüchte, wonach nicht alle Schätze geborgen worden seien, tragen wesentlich zum Mythos um das Wrack bei.
Das Wrack der Carnatic ist heute ein beliebtes Tauchziel. Es liegt auf Position 27° 34′ N, 33° 55′ O.

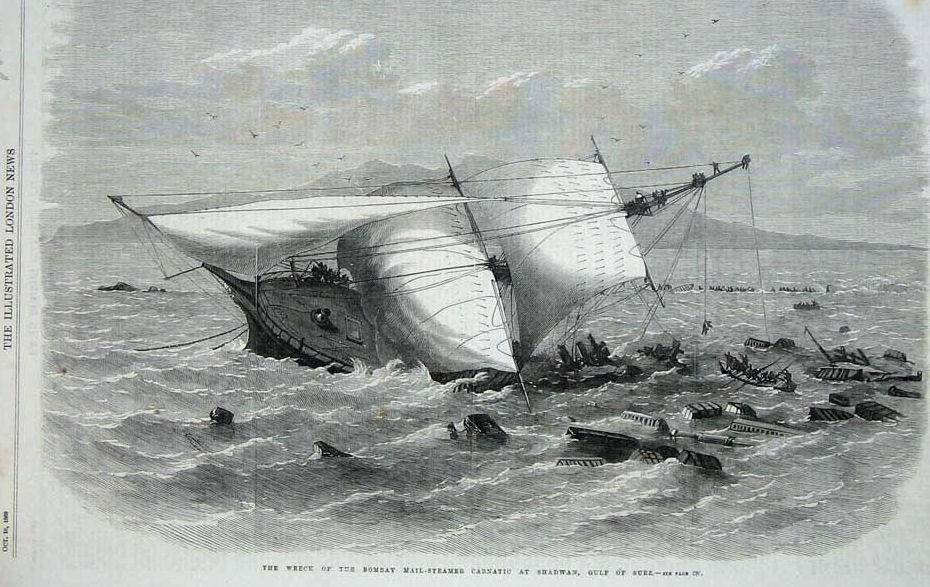
Illustration vom Untergang 1869
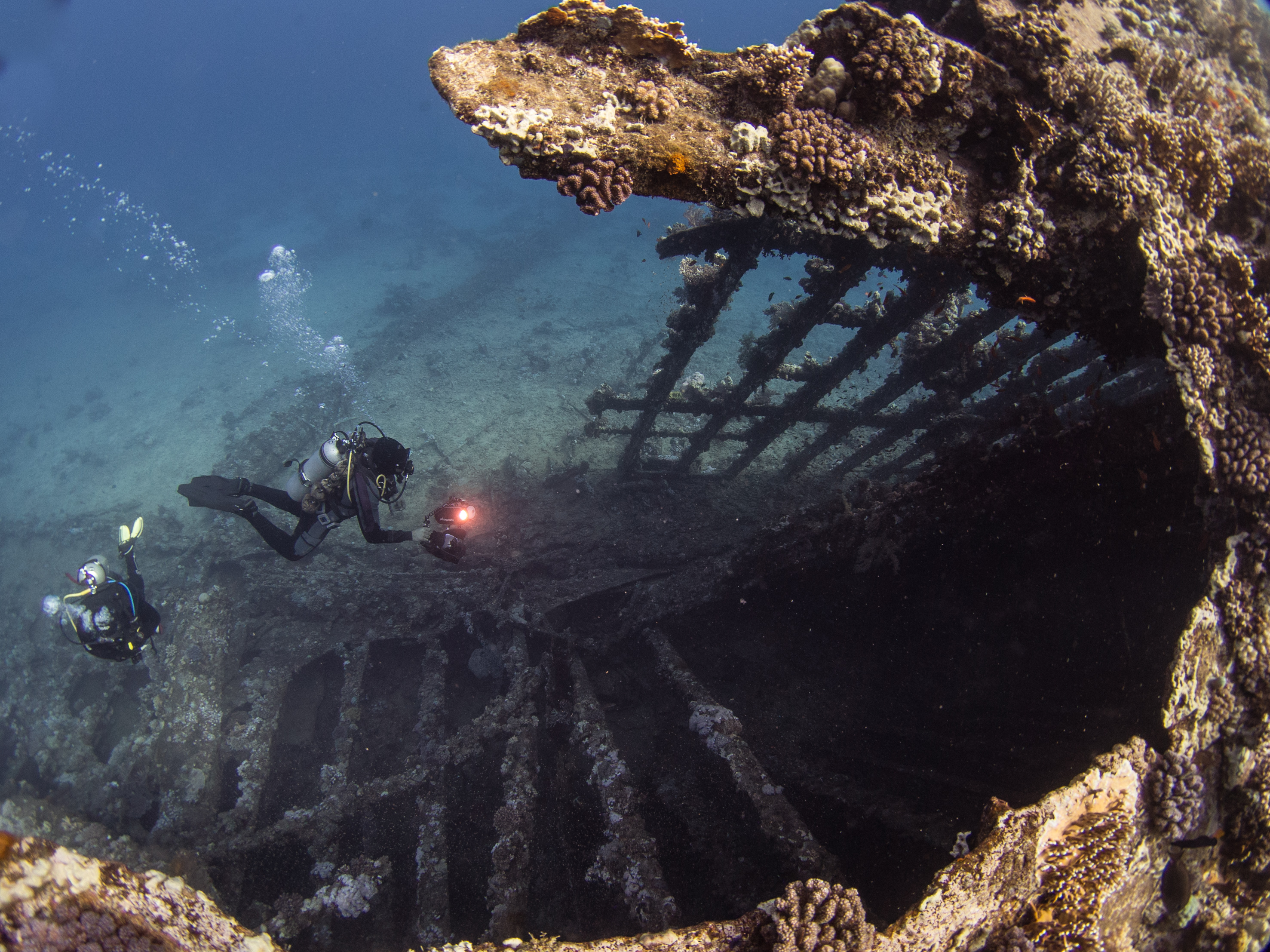
Wrack der Carnatic heute

## Literarische Bearbeitung
In Jules Verne’s Roman von 1872 In 80 Tagen um die Welt beabsichtigt Phileas Fogg mit einem Dampfer namens Carnatic von Hongkong nach Yokohama zu fahren, aber verpasst ihn. Sein Kammerdiener Passepartout erwischte das Schiff jedoch. Tatsächlich fuhr auch die reale Carnatic in unregelmäßigen Abständen nach China.
In August Justus Mordtmanns Erzählung Der Untergang der Carnatic ist die Carnatic ein Segelschiff, das im Südpolarmeer vom Eis eingeschlossen und von der Besatzung verlassen wird, wobei die Frau des Kapitäns versehentlich zurückgelassen wird.